# Eric Fleming
Edward Heddy Junior, conhecido por Eric Fleming (Santa Paula, 4 de julho de 1925 – Tingo María, 28 de setembro de 1966), foi um ator norte-americano.
A carreira de ator iniciou-se após perder uma aposta, quando trabalhava de carpinteiro dentro dos estúdios da Paramount Pictures. Os US$ 100,00 que perdeu apostando que poderia fazer uma audição melhor que um ator que procurava uma vaga num filme, forçou Edward a iniciar um curso de teatro. Pouco tempo depois, começou a atuar em peças na Broadway e a aparecer em programas de televisão.
Com o nome artístico de Eric Fleming, trabalhou em longa metragens como "Conquest of Space" de 1955, "Fright" de 1956, Queen of Outer Space, Curse of the Undead, The Glass Bottom Boat. Mas foi em séries e filmes para a televisão que obteve uma maior visibilidade; entre esses sucessos, estão séries como "Rawhide", Bonanza e "Studio One".
Apos terminar as filmagens de "The Glass Bottom Boat", foi contratado pela MGM para fazer um episódio, intitulado de "High Jungle", da série  "Off to See the Wizard". As filmagem ocorreram no Peru, e quando realizava uma cena de ação, atravessando o Rio Huallaga de fortes corredeiras, na cidade de Tingo María, a canoa em que se encontrava virou. No momento do acidente, estava contracenando com o colega Nico Minardos e os dois caíram na água. Nico se salvou mas Eric foi carregado pela correnteza e morreu afogado.
O seu testamento deixava claro que o seu corpo deveria ser utilizado para a ciência médica, na UCLA, mas não se sabe se os seus restos mortais foram transportados para os Estados Unidos ou se foi utilizado na Universidade de Lima, na capital peruana.